# Magnolia maudiae
Magnolia maudiae este o specie de plante din genul Magnolia, familia Magnoliaceae. A fost descrisă pentru prima dată de Stephen Troyte Dunn, și a primit numele actual de la Richard B. Figlar. Conform Catalogue of Life specia Magnolia maudiae nu are subspecii cunoscute.